# السلطة التشريعية للولاية (الولايات المتحدة)

US state السلطات (الحاكم والسلطة القضائية) حسب السيطرة الحزبية
سيطرة الديمقراطيين
سيطرة الجمهوريين
سيطرة مقسمة

السلطة التشريعية في الولايات حسب السيطرة الحزبية
سيطرة الديمقراطيين
سيطرة الجمهوريين
سيطرة مقسمة

في الولايات المتحدة، السلطة التشريعية للولاية هي فرع السلطة التشريعية في كل ولاية أمريكية.
تقوم السلطة التشريعية عمومًا بأداء واجباتها تجاه الدولة بنفس الطريقة التي يؤدي بها الكونغرس الأمريكي واجباته الوطنية على المستوى الوطني. بشكل عام، يوجد نفس مبدأ فصل السلطات الموجود على المستوى الفيدرالي أيضًا بين السلطة التشريعية للولاية، والمسؤول التنفيذي للولاية (الحاكم)، والسلطة القضائية للولاية. يجوز للولاية أن تستخدم النظام البرلماني، أو أي نظام حكومي آخر، حسب الرغبة.
في 27 ولاية، تسمى السلطة التشريعية بالمجلس التشريعي للولاية، بينما تسمى في 19 ولاية بالجمعية العامة. في ماساتشوستس ونيوهامبشاير، تسمى السلطة التشريعية بالمحكمة العامة، بينما في داكوتا الشمالية وأوريغن تسمى بالجمعية التشريعية.

## نظرة عامة

### المسؤوليات
تختلف مسؤوليات السلطة التشريعية للولاية من ولاية إلى أخرى، بحسب على دستور الولاية.
الوظيفة الأساسية لأي سلطة تشريعية هي إنشاء القوانين. كما توافق السلطات التشريعية للولايات أيضًا على ميزانية حكومة الولاية. يمكن للسلطة التشريعية أيضاً إنشاء الوكالات الحكومية، وتحديد سياساتها، والموافقة على ميزانياتها. على سبيل المثال، يمكن للهيئة التشريعية للولاية إنشاء وكالة لإدارة جهود الحفاظ على البيئة داخل تلك الولاية. في بعض الولايات، يختار مشرعو الولاية مسؤولين آخرين، مثل حاكم الولاية.
غالبًا ما تتمتع السلطات التشريعية للولايات بسلطة تنظيم الشركات العاملة ضمن نطاق ولايتها القضائية. كما تقوم أيضًا بتنظيم عمل المحاكم ضمن نطاق اختصاصها. ويشمل ذلك تحديد أنواع القضايا المرفوعة، وتحديد رسوم المحكمة، وتنظيم سلوك المحامين.
مسؤوليات أخرى
بموجب أحكام المادة الخامسة من دستور الولايات المتحدة، يحتفظ مشرعو الولايات بسلطة التصديق على التعديلات الدستورية التي اقترحها مجلسا الكونغرس، كما لديه أيضاً سلطة الدعوة إلى عقد مؤتمر وطني لاقتراح تعديلات على الدستور الأمريكي.
بعد نهاية أعمال المؤتمر، فإنه ينبغي مصادقة 75% من الولايات على مقترحات المؤتمر. بموجب المادة الثانية من دستور الولايات المتحدة، تختار السلطات التشريعية للولايات طريقة تعيين الناخبين الرئاسيين في الولاية. في السابق، كانت السلطات التشريعية للولايات تعين أعضاء مجلس الشيوخ الأمريكي من ولاياتهم المعنية حتى تم التصديق على التعديل السابع عشر لدستور الولايات المتحدة في 1913 والذي نص على الانتخاب المباشر لأعضاء مجلس الشيوخ من قبل الناخبين في الولاية.
في بعض الأحيان لا يمكن تحقيق أهداف السلطة التشريعية بمجرد إقرار مشروع قانون، بل قد يتطلب الأمر تعديل دستور الولاية. حددت كل ولاية خطوات تهدف إلى تصعيب تعديل الدستور دون تحقيق الدعم الكافي من السلطة التشريعية، أو الشعب، أو كليهما.

### التنظيم
كل الولايات باستثناء نبراسكا لديها هيئة تشريعية ثنائية المجلس. وتسمى الغرفة الأصغر بمجلس الشيوخ، ويشار إليها عادة بالمجلس الأعلى. تتمتع هذه الغرفة عادة بالسلطة الحصرية لتأكيد التعيينات التي يقوم بها الحاكم. في بعض الولايات، يقوم مجلس تنفيذي منفصل مؤلف من أعضاء منتخبين من دوائر كبيرة بوظيفة التأكيد.
كانت ولاية نبراسكا في الأصل تتمتع بهيئة تشريعية ثنائية المجلس مثل الولايات الأخرى، ولكن تم إلغاء المجلس الأدنى بعد استفتاء دخل حيز التنفيذ مع انتخابات 1936. يُطلق على الهيئة التشريعية أحادية الغرفة المتبقية اسم هيئة نبراسكا التشريعية، ولكن يُعرف أعضاؤها بأنهم أعضاء مجلس شيوخ الولاية.

#### التاريخ
تم تشكيل أول سلطة تشريعية أمريكية ثنائية المجلس في 1619 باسم مجلس بورغيسيس في مستعمرة فرجينيا.
كانت السلطات التشريعية في المستعمرات الثلاث عشرة الأولى تتكون عادة من مجلس أدنى منتخب ومجلس أعلى معين، وكان الأخير يعمل أيضًا كمجلس استشاري لحاكم المستعمرة. بعد اندلاع الثورة الأمريكية وتأسيس الولايات المتحدة، وضعت معظم الولايات دساتير جديدة تضمنت انتخابات مباشرة لمجلسي السلطة التشريعية. أثر هذا النموذج على دستور الولايات المتحدة، وتم اعتماده بعد ذلك من قبل الولايات الجديدة التي انضمت لاحقًا إلى الاتحاد.

#### التمثيل
يمثل أعضاء المجلس الأدنى عددًا أكبر من المواطنين وعادةً ما يستمر في الخدمة لفترات أطول من أعضاء المجلس الأعلى، وعادةً ما تكون 4 سنوات. في 41 ولاية، يُطلق على المجلس الأعلى اسم مجلس النواب. خمس ولايات يسمي المجلس الأكبر بالجمعية في 5 ولايات، بينما يسمى بمجلس النواب في 3 ولايات، وتوجد ولاية واحدة فيها مجلس واحد فقط. ويخدم أعضاء المجلس الأعلى عادة لمدة عامين. عادة ما يكون للمجلس الأعلى سلطة حصرية في وضع التشريعات الضريبية ومواد سحب الثقة.
قبل صدور قرارات المحكمة العليا للولايات المتحدة في قضيتي بيكر ضد كار (1962) ورينولدز ضد سيمز (1964)، كان أساس التمثيل في معظم السلطات التشريعية للولايات مستوحى من مثيله في الكونغرس الأمريكي: كان أعضاء مجلس الشيوخ في الولايات يمثلون الوحدات الجغرافية، في حين كان أعضاء المجلس الأعلى يمثلون السكان. في قضية رينولدز ضد سيمز، قررت المحكمة العليا عدم تطبيق معيار صوت واحد رجل واحد في السلطات التشريعية للولايات، وأبطلت التمثيل على أساس الوحدات الجغرافية بغض النظر عن عدد السكان. لم يؤثر الحكم على مجلس الشيوخ الأمريكي، لأن تشكيل هذا المجلس منصوص عليه في دستور الولايات المتحدة.

### الجلسات
أثناء الجلسة التشريعية، تنظر السلطة التشريعية في المسائل التي قدمها أعضاؤها أو الحاكم. في كثير من الأحيان، تقوم الشركات والمنظمات ذات المصالح الخاصة الأخرى بالضغط على الهيئة التشريعية لإصدار تشريعات مفيدة لهم، أو إحباط التدابير غير المفضلة بنظرهم، أو التأثير على الإجراءات التشريعية الأخرى. توافق السلطة التشريعية أيضًا على ميزانيات التشغيل ورأس المال للولاية، والتي قد تبدأ كمقترح تشريعي أو تقدم من قبل الحاكم.
في معظم الولايات، تعقد السلطة التشريعية الجديدة للولاية اجتماعها في شهر يناير من العام الفردي بعد انتخاب أعضاء المجلس الأعلى. تختلف الفترة التي تظل فيها السلطة التشريعية في حالة انعقاد حسب الولاية. في الولايات التي تستمر فيها السلطة التشريعية لجزء من الدورة، قد تستمر الدورة لعدة أشهر؛ وفي الولايات التي يستمر فيها المجلس التشريعي لدورة كاملة، قد تستمر الدورة طوال العام، مع فترات راحة دورية لعمل الدوائر.
تختلف مدة السنوات الفردية والزوجية في بعض الولايات، أو تسمح بعدد ثابت من الأيام التشريعية أو التقويمية. على سبيل المثال، تسمح جمعية جورجيا العامة بـ 40 يومًا تشريعيًا فقط في السنة، بينما تسمح هيئة وايومنغ التشريعية بـ 60 يومًا تشريعيًا للدورة ولا تزيد عن 40 يومًا في السنة التقويمية الواحدة. بينما في هيئات ميشيغان ونيوجيرسي ونيويورك (في السنوات الفردية) وأوهايو وبنسيلفانيا وويسكونسن (في السنوات الفردية)، تستمر الجلسات عادةً طوال العام.
تجتمع الهيئات التشريعية الأربعة لولايات مونتانا ونيفادا وداكوتا الشمالية وتكساس مرة كل عامين فقط. في أوائل الستينات، كان هناك 19 هيئة تشريعية فقط تجتمع سنويًا، ولكن بحلول منتصف السبعينيات، زاد العدد إلى 41 هيئة تشريعية. كان أحدث مجلس تشريعي يتحول إلى الجلسات السنوية هو أوريغون في 2011، بعد إجراء اقتراع وافق عليه الناخبون.
يجتمع العديد من المشرعين في الولايات كل عام في المؤتمر الوطني لمجلس حكومات الولايات (CSG)، ومقره في ليكسينغتون، كنتاكي، وله فروع في واشنطن العاصمة ونيويورك وشيكاغو وأتلانتا وساكرامنتو، وكذلك في الاجتماعات السنوية لمناطق المؤتمر الوطني لمجلس حكومات الولايات: المؤتمر التشريعي الجنوبي والغرب أوسطي والشرقي والغربي، وفي القمة التشريعية للمؤتمر الوطني للسلطات التشريعية للولايات، ومقره في دنفر، كولورادو وله مكتب ضغط في واشنطن العاصمة.
بالإضافة إلى ذلك، فإن المنظمات الممولة من القطاع الخاص ذات التوجهات الأيديولوجية المختلفة تعقد اجتماعات سنوية لجذب العديد من المشرعين. من ضمن هذه المنظمات مجلس التبادل التشريعي الأمريكي (ALEC)، وهي منظمة محافظة ، ومنظمة تبادل الابتكار على مستوى الولاية (SiX)، وهي نظيرتها التقدمية.

### الإجراءات التشريعية
اعتبارًا من 2017، فرض 24 مجلساً من أصل 99 حدودًا على عدد مشاريع القوانين التي يمكن للمشرع تقديمها سنويًا وفقًا للمؤتمر الوطني للسلطات التشريعية للولايات. يتم وضع معظم الحدود من خلال قواعد تشريعية داخلية، في حين أن السلطة التشريعية في لويزيانا محدودة بالتعديل الدستوري.

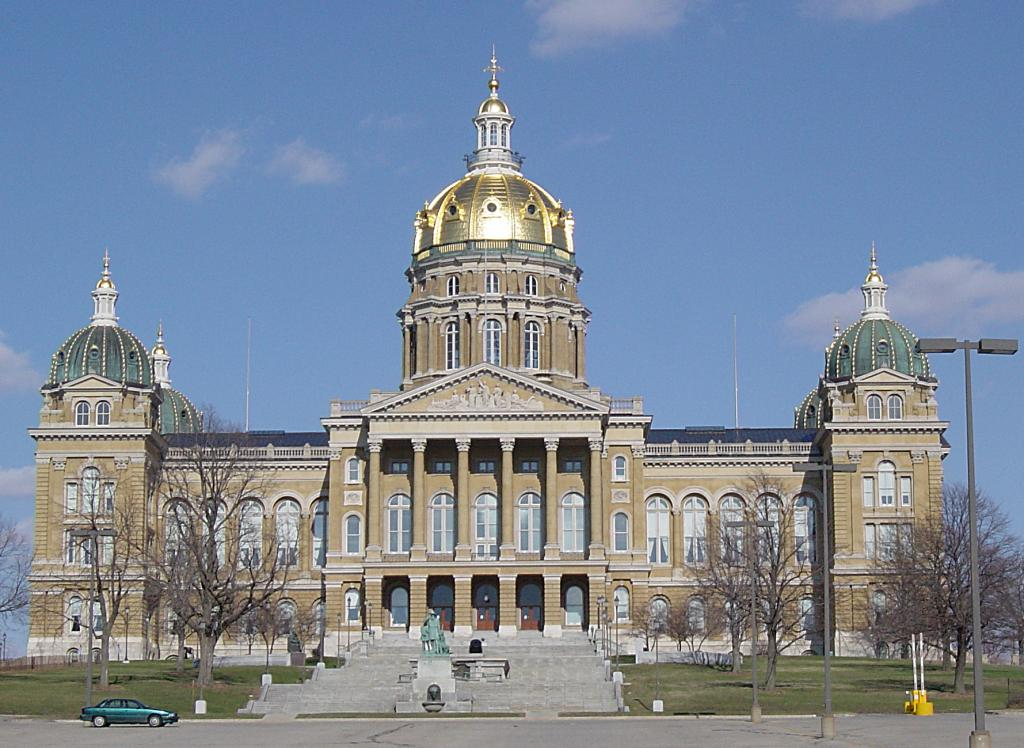
مبنى كابيتول ولاية آيوا ، حيث تعقد الجمعية العامة للولاية

بشكل عام، تستخدم الهيئات التشريعية ولجانها إما دليل ماسون للإجراءات التشريعية أو نماذج معدَّلة منه. خلال الاجتماعات الرسمية، يتواجد برلماني محترف لضمان سير التشريع والمناقشة المصاحبة له بأكبر قدر من النظام دون تحيز.
صياغة وتقديم مشروع القانون
تبدأ عملية التشريع بتقديم مشروع قانون إلى مجلس النواب أو الشيوخ. يمكن تقديم مشاريع القوانين في أي من المجلسين، مع استثناء في بعض الأحيان لمشاريع القوانين التي تناقش زيادة أو نقص الإيرادات، والتي يجب أن تقديمها في مجلس النواب. يوفر جدول الأعمال في كل مجلس الوقت المناسب لتقديم مشاريع القوانين.
عادةً ما يتم تخصيص أرقام متتالية لمشاريع القوانين، وفقًا لترتيب تقديمها، لتسهيل التعرف عليها. عادة لا يمكن إقرار مشروع قانون إلا بعد مناقشته لعدد معين من الأيام في كل مجلس. عند تقديم مشروع القانون، يتم عادةً قراءة مشروع القانون من خلال عنوانه فقط، وهو ما يشكل القراءة الأولى لمشروع القانون. نظرًا لذلك، فمن المهم أن يعطي عنوان مشروع القانون للأعضاء فكرة عن موضوعه.
توصلت دراسة أجريت في 2013 على السلطات التشريعية للولايات إلى أن من بين 99 سلطة تمت دراستها، كان حوالي النصف، 53 منها، لديها معدلات إسقاط أغلبية أقل من 5%، ومعظمها، 83، كانت معدلات الإسقاط لديها أقل من 10%.
عندما يتم تمرير مشروع قانون بحيث تكون أغلب الأصوات من حزب الأقلية وعدد متوسط من حزب الأغلبية، يُعرف هذا باسم "إسقاط الأغلبية". عندما تكون هناك مشاريع قوانين يعارضها أغلبية الأعضاء، فإن معدلات الإسقاط هي مقياس لتجنب حزب الأغلبية التصويت على تلك المشاريع.
مراجعة اللجنة
تقوم اللجان بمراجعة مشاريع القوانين، وغالباً ما تعقد جلسات استماع لجمع المعلومات والآراء، ويمكنها اقتراح تعديلات على مشاريع القوانين على غرار الهيئات التشريعية في العالم كله. لا يتم إقرار أغلب مشاريع القوانين إلا بعد إحالتها إلى لجنة دائمة في كل مجلس والنظر فيها وإعادتها منها. عادة ما تجري الإحالة إلى اللجنة بعد القراءة الأولى لمشروع القانون.
يتم تشكيل كل لجنة لدراسة مشاريع القوانين المتعلقة بموضوع معين. تتولى اللجان الدائمة مسؤولية دراسة مشاريع القوانين والتوصية باتخاذ إجراء بشأنها إلى مجلس الشيوخ أو النواب. في كثير أحياناً في الأيام التي لا يكون فيها المجلس التشريعي منعقداً، تجتمع لجان كل مجلس وتنظر في مشاريع القوانين التي أحيلت إليها لتقرر ما إذا كان ينبغي اتخاذ إجراءات إضافية بخصوصها.
بالنسبة لمعظم مشاريع القوانين، يتم اتباع توصيات اللجنة، على الرغم من أن كلا المجلسين لديه كامل الحرية في قبول أو رفض عمل اللجنة. يجوز إدراج مشاريع القوانين التي ردت عليها اللجنة بالإيجاب في جدول أعمال الهيئة التداولية، في تقويم منتظم
تنفذ اللجان معظم عمل السلطة التشريعية، ويعتمد المجلس التشريعي ككل على لجانه لتقديم التقارير فقط عن مشاريع القوانين التي تستحق النظر والمناقشة من قبل المجلس بأكمله.
طلبات النقض والإخراج
سلطة النقض الجيبي شائعة، مما يسمح للجنة "بقتل" مشروع قانون، في بعض الأحيان حتى بدون تصويت عام؛ في كولورادو، ألغيت هذه السلطة في تعديل دستوري بمبادرة من المواطنين في 1988 بقيادة مجموعات إصلاحية مختلفة.
عندما ترفض لجنة التصويت على إخراج مشروع قانون منها، يمكن تمرير التماس الإخراج من قبل العضوية الأكبر. تختلف الإجراءات من ولاية إلى أخرى؛ على سبيل المثال، في 2004، وجد تقرير أن ولاية نيويورك "تفرض قيودًا أكثر من أي سلطة تشريعية أخرى في الولاية على طلبات إخراج مشروع قانون من لجنة"، مما أدى إلى إصلاحات لاحقة.
تقارير اللجنة
بعد انتهاء اللجنة من عملها على مشروع قانون، تقوم برفعه إلى المجلس المختص ضمن "تقارير اللجان" في جدول الأعمال اليومي. يتم على الفور إعطاء مشاريع القوانين المعد عنها تقارير قراءة ثانية. لا يصوت المجلسان على مشروع قانون فور إرسال تقرير عنه؛ لكن يتم وضع مشاريع القوانين المعد عنها تقارير في التقويم لليوم التشريعي التالي. هذه القراءة الثانية تتم حسب العنوان فقط.
التقويم المنتظم يضم قائمة بمشاريع القوانين التي جاءت تقارير إيجابية عنها من قبل اللجنة وهي جاهزة للنظر فيها من قبل أعضاء المجلس بأكمله.
القراءة الثالثة
بغض النظر عن مكان وضع مشروع القانون في جدول الأعمال، بمجرد النظر في مشروع القانون واعتماده، تسمى ذلك القراءة الثالثة. وفيها ينظر المجلس التشريعي بأكمله في إقراره. في هذا الوقت، يمكن دراسة مشروع القانون بالتفصيل، ومناقشته، وتعديله، وقراءته مطولا قبل إقراره النهائي.
إذا صوتت الأغلبية لصالح مشروع القانون، فإنه يعتبر قد تمت الموافقة عليه.
النقل إلى المجلس الثاني
يتم نقل مشروع القانون الذي تم إقراره في أحد المجلسين، مصحوبًا برسالة رسمية، إلى المجلس الآخر. إذا لم يُعرض مشروع القانون على اللجنة أو لم يناقَش من قبل كامل المجلس، فإن مشروع القانون يعتبر مرفوضاً.
يجوز للمجلس الأول، عند إرجاع مشروع القانون المعدل، أن يتخذ واحداً من عدة إجراءات. يمكن الموافقة على التعديل من خلال اعتماد اقتراح بمعناه؛ ثم بعد أن يتم إقرار مشروع القانون من قبل المجلسين بنفس الشكل، يصبح جاهزًا للتسجيل. هناك طريق آخر وهو أن يعتمد المجلس الأول اقتراحا بعدم الموافقة على التعديل، وفي هذه المرحلة يموت مشروع القانون. وأخيرا، قد يرفض المجلس الأول التعديل، لكنه قد يطلب تعيين لجنة مؤتمر. وعادة ما يوافق المجلس الآخر على الطلب، ويقوم رئيس كل مجلس بتعيين أعضاء لجنة المؤتمر.
لجان المؤتمر
كثيراً ما يتم تشكيل لجنة مؤتمر لمناقشة نقاط الاختلاف بين نسختي المجلسين لنفس مشروع القانون، وتحاول اللجنة التوصل لاتفاق بينهما بحيث يمكن تمرير مشروع القانون المتوافق عليه من كلا المجلسين. إذا تم التوافق واعتمد كلا المجلسين تقرير لجنة المؤتمر، فسيتم تمرير مشروع القانون. إذا رفض أي من المجلسين اعتماد تقرير لجنة المؤتمر، يجوز تقديم اقتراح لعقد مؤتمر آخر. إذا لم تتمكن لجنة المؤتمر من التوصل إلى اتفاق، فيمكن حلها وتعيين لجنة مؤتمر جديدة. قد تتم إحالة بعض مشاريع القوانين المثيرة للجدل إلى عدة لجان مؤتمرات مختلفة. إذا لم يتم التوصل إلى اتفاق في المؤتمر قبل نهاية الدورة التشريعية، يموت مشروع القانون.
عندما يتم تمرير مشروع القانون في كلا المجلسين بنفس الصيغة، فإنه يصبح جاهزًا لرفعه إلى الحاكم.
موافقة الحاكم أو نقضه
يجوز للمحافظ التوقيع على مشاريع القوانين المقدمة من قبل السلطة التشريعية، الأمر الذي يكمل تحويلها إلى قانون. من هذه اللحظة، يصبح مشروع القانون قانونًا، ويظل قانوناً سارياً في الولاية ما لم يتم إلغاؤه من خلال إجراء تشريعي أو بموجب قرار قضائي. يمكن للحكام الذين لا يوافقون على مشروع القانون نقضه. وفي تلك الحالة، يعبد الحاكم مشروع القانون إلى المجلس الأول مع رسالة تتضمن الاعتراضات والتعديلات (إن وجدت) التي قد تزيل تلك الاعتراضات. ويتم بعد ذلك إعادة النظر في مشروع القانون، وإذا وافقت أغلبية بسيطة من أعضاء كلا المجلسين على التعديلات المقترحة، يعاد المشروع إلى الحاكم للتوقيع عليه.
من ناحية أخرى، يمكن لأغلبية مؤهلة (ثلثي) أعضاء كلا المجلسين اختيار الموافقة على مشروع قانون تم نقضه تمامًا كما أقرته السلطة التشريعية أصلاً، وفي هذه الحالة يصبح قانونًا رغم نقض الحاكم. إذا فشل الحاكم في إعادة مشروع القانون إلى المجلس التشريعي الأول خلال عدد أيام محدد بعد تقديمه، فإنه يصبح قانونًا دون توقيعه.
يجوز الموافقة على مشاريع القوانين التي تصل إلى الحاكم قبل أقل من عدد أيام محدد من انتهاء الدورة، وذلك خلال 10 أيام من انتهاء الجلسة. لا تصبح مشاريع القوانين التي لم تتم الموافقة عليها خلال تلك الفترة قانونًا. يُعرف ذلك باسم "الفيتو الجيبي". وهو الشكل الأكثر حسماً للنقض، لأن الهيئة التشريعية (بعد تأجيل جلساتها) ليس لديها أي فرصة لإعادة النظر فيما تم نقضه.